# NGC 4981
NGC 4981 est une galaxie spirale barrée située dans la constellation de la Vierge. Sa vitesse par rapport au fond diffus cosmologique est de 2 002 ± 23 km/s, ce qui correspond à une distance de Hubble de 29,5 ± 2,1 Mpc (∼96,2 millions d'al). NGC 4981 a été découverte par l'astronome germano-britannique William Herschel en 1784.

NGC 4981 par le VLT de l'ESO.

La classe de luminosité de NGC 4981 est II-III et elle présente une large raie HI. De plus, c'est une galaxie LINER, c'est-à-dire une galaxie dont le noyau présente un spectre d'émission caractérisé par de larges raies d'atomes faiblement ionisés.
À ce jour, une vingtaine de mesures non basées sur le décalage vers le rouge (redshift) donnent une distance de 22,380 ± 2,887 Mpc (∼73 millions d'al), ce qui est tout juste à l'extérieur des valeurs de la distance de Hubble. Puisque cette galaxie est relativement rapprochée du Groupe local, cette distance est peut-être plus près de sa distance réelle que la distance de Hubble. Notons que c'est avec la valeur moyenne des mesures indépendantes, lorsqu'elles existent, que la base de données NASA/IPAC calcule le diamètre d'une galaxie.

## Supernova
Deux supernovas ont été découvertes dans NGC 4981 : SN 1968I et SN 2007C.

### SN 1968I
Cette supernova a été découverte le 23 avril 1968 par l'astronome hongrois Miklós Lovas. Cette supernova était de type Ia.

### SN 2007C
Cette supernova a été découverte le 7 janvier 2007 à Yamagata au Japon par l'astronome japonais Koichi Itagaki. Cette supernova était de type Ib.

## Groupe de NGC 4995
Selon A. M. Garcia, NGC 4981 fait partie du groupe de NGC 4995. Ce groupe de galaxies compte au moins cinq membres. Les quatre autres galaxies du groupe sont NGC 4928, NGC 4942, NGC 4995 et IC 4212.